# Derian Hatcher
Pour les articles homonymes, voir Hatcher.
Temple de la renommée américain : 2010
Derian John Hatcher (né le 4 juin 1972 à Sterling Heights dans le Michigan aux États-Unis) est un joueur professionnel de hockey sur glace. Il est le frère de l'ancien joueur professionnel Kevin.

## Carrière
Il commence sa carrière en 1989 dans la Ligue de hockey de l'Ontario avec les Centennials de North Bay et lors du repêchage d'entrée dans la Ligue nationale de hockey il est choisi par les North Stars du Minnesota en tant que huitième choix total du repêchage.
Il patiente une saison avant de faire ses débuts dans la grande ligue, la LNH. Il joue sa première saison en 1991-1992 et totalise 88 minutes de pénalité. En 1993, il suit sa franchise lors de son déménagement dans le Texas pour devenir les Stars de Dallas. Défenseur solide, il gagne la Coupe Stanley en 1999 et participe à la finale en 2000. En 1999, il est le capitaine de l'équipe et devient le premier joueur de nationalité américaine à remporter la Coupe Stanley en tant que capitaine.
En 2003, il signe un contrat de cinq ans avec les Red Wings de Détroit pour 30 millions de dollars. Lors de la saison annulée 2004-2005 de la LNH, il décide de jouer avec Chris Chelios et Kris Draper en ligue mineure, pour les Mechanics de Motor City, une équipe évoluant en UHL et basée à Fraser au Michigan.
En raison, de la mise en place du plafond salarial à la suite de la grève, il quitte les Red Wings et rejoint les Flyers de Philadelphie en janvier 2006, il devient le capitaine des Flyers en raison de la blessure de Keith Primeau. Pour la saison suivante, il joue toujours avec les Flyers et Peter Forsberg en est le nouveau capitaine.
En 2010, il est admis au Temple de la renommée du hockey américain.

### Trophées et honneurs personnels
- Sélectionné pour le Match des étoiles de la LNH en 1997.
- Sélectionné dans la seconde équipe type de la LNH en 2003.

## Statistiques
Pour les significations des abréviations, voir Statistiques du hockey sur glace.
| Saison     | Équipe                   | Ligue      |       | Saison régulière | Saison régulière | Saison régulière | Saison régulière | Saison régulière |   | Séries éliminatoires | Séries éliminatoires | Séries éliminatoires | Séries éliminatoires | Séries éliminatoires |
| Saison     | Équipe                   | Ligue      | PJ    | B                | A                | Pts              | Pun              | PJ               | B | A                    | Pts                  | Pun                  |                      |                      |
| 1989-1990  | Centennials de North Bay | LHO        | 64    | 14               | 38               | 52               | 81               | 5                | 2 | 3                    | 5                    | 8                    |                      |                      |
| 1990-1991  | Centennials de North Bay | LHO        | 64    | 13               | 50               | 63               | 163              | 10               | 2 | 10                   | 12                   | 28                   |                      |                      |
| 1991-1992  | North Stars du Minnesota | LNH        | 43    | 8                | 4                | 12               | 88               | 5                | 0 | 2                    | 2                    | 8                    |                      |                      |
| 1992-1993  | Wings de Kalamazoo       | LIH        | 2     | 1                | 2                | 3                | 21               | -                | - | -                    | -                    | -                    |                      |                      |
| 1992-1993  | North Stars du Minnesota | LNH        | 67    | 4                | 15               | 19               | 178              | -                | - | -                    | -                    | -                    |                      |                      |
| 1993-1994  | Stars de Dallas          | LNH        | 83    | 12               | 19               | 31               | 211              | 9                | 0 | 2                    | 2                    | 14                   |                      |                      |
| 1994-1995  | Stars de Dallas          | LNH        | 43    | 5                | 11               | 16               | 105              | -                | - | -                    | -                    | -                    |                      |                      |
| 1995-1996  | Stars de Dallas          | LNH        | 79    | 8                | 23               | 31               | 129              | -                | - | -                    | -                    | -                    |                      |                      |
| 1996-1997  | Stars de Dallas          | LNH        | 63    | 3                | 19               | 22               | 97               | 7                | 0 | 2                    | 2                    | 20                   |                      |                      |
| 1997-1998  | Stars de Dallas          | LNH        | 70    | 6                | 25               | 31               | 132              | 17               | 3 | 3                    | 6                    | 39                   |                      |                      |
| 1998-1999  | Stars de Dallas          | LNH        | 80    | 9                | 21               | 30               | 102              | 18               | 1 | 6                    | 7                    | 24                   |                      |                      |
| 1999-2000  | Stars de Dallas          | LNH        | 57    | 2                | 22               | 24               | 68               | 23               | 1 | 3                    | 4                    | 29                   |                      |                      |
| 2000-2001  | Stars de Dallas          | LNH        | 80    | 2                | 21               | 23               | 77               | 10               | 0 | 1                    | 1                    | 16                   |                      |                      |
| 2001-2002  | Stars de Dallas          | LNH        | 80    | 4                | 21               | 25               | 87               | -                | - | -                    | -                    | -                    |                      |                      |
| 2002-2003  | Stars de Dallas          | LNH        | 82    | 8                | 22               | 30               | 106              | 11               | 1 | 2                    | 3                    | 33                   |                      |                      |
| 2003-2004  | Red Wings de Détroit     | LNH        | 15    | 0                | 4                | 4                | 8                | 12               | 0 | 1                    | 1                    | 15                   |                      |                      |
| 2004-2005  | Mechanics de Motor City  | UHL        | 24    | 5                | 12               | 17               | 27               | -                | - | -                    | -                    | -                    |                      |                      |
| 2005-2006  | Flyers de Philadelphie   | LNH        | 77    | 4                | 13               | 17               | 93               | 6                | 0 | 2                    | 2                    | 10                   |                      |                      |
| 2006-2007  | Flyers de Philadelphie   | LNH        | 82    | 3                | 6                | 9                | 67               | -                | - | -                    | -                    | -                    |                      |                      |
| 2007-2008  | Flyers de Philadelphie   | LNH        | 44    | 2                | 5                | 7                | 33               | 15               | 1 | 2                    | 3                    | 40                   |                      |                      |
| Totaux LNH | Totaux LNH               | Totaux LNH | 1 045 | 80               | 251              | 331              | 1 581            | 133              | 7 | 26                   | 33                   | 248                  |                      |                      |
| Totaux LHO | Totaux LHO               | Totaux LHO | 128   | 27               | 88               | 115              | 244              | 15               | 4 | 13                   | 17                   | 36                   |                      |                      |

## Carrière internationale
Il représente les États-Unis lors des compétitions internationales suivantes :
Championnat du monde
- 1993 - 6e place
- 2002 - 7e place

Coupe du monde de hockey
- 1996 -   Médaille d'or

Jeux olympiques d'hiver
- 1998 -     6e place
- 2006 -   8e place